# Monte España
Monte España är ett berg i Antarktis. Det ligger i Västantarktis. Argentina, Chile och Storbritannien gör anspråk på området. Toppen på Monte España är 65 meter över havet.
Terrängen runt Monte España är huvudsakligen kuperad, men norrut är den platt. Havet är nära Monte España åt nordväst. Trakten är glest befolkad. Närmaste befolkade plats är Gonzalez Videla Station, 3,3 kilometer sydost om España.